# Ignacia Bustamante
Ignacia Bustamante (La Araucanía, 9 de febrero de 2006) es una activista y divulgadora científica chilena. En 2023 se convirtió en la embajadora más joven de 100 Mujeres Líderes Araucanía en la categoría "Gestión Social y Comunitaria", por El Austral, Corparaucanía y la Corporación Más Mujeres Líderes en la Araucanía.

## Trayectoria
Desde muy corta edad mostró interés en áreas científicas y en la oratoria. Su primer impulso a la democratización de la ciencia fue en 2021, donde obtuvo su graduación con honores en la primera versión de Academia Atómicas x Tremendas, iniciativa que busca que niñas y jóvenes de Latinoamérica y el Caribe puedan acercarse a las áreas STEM con científicas y expertas, profundizando más allá del currículum escolar y con el enfoque de reducir la brecha de género en las ciencias. En 2022, ingresó a dicha fundación en la misma área como voluntaria e integró el equipo de la coordinación de la segunda versión de la academia en el área de ciencias biológicas.
Durante los años 2021y 2022,fue seleccionada como parte de la delegación chilena de "Youth Ambassadors", programa financiado por el Departamento de Estado de los Estados Unidos y organizado por World Learning. 
En el año 2023 asumió el rol de vocera en Tremendas en el área STEM. También fue escogida como coordinadora de alianzas en la Conferencia Nacional de las Juventudes sobre Cambio Climático, LCOY. Dentro de su rol como comunicadora científica, fue panelista del programa radial "Efecto Ciencia"durante 2024 y es partícipe de múltiples iniciativas de innovación social y jornadas de divulgación científica como colaboradora.
En 2024, fue reconocida como lideresa regional en la Exposición "Voces del Pacífico: Mujeres que Transforman", una muestra dedicada a celebrar y destacar mujeres lideresas de diversas culturas y países alrededor de Chile, Perú, Colombia y México, realizada por las voluntarias de la Alianza del Pacífico. 
Actualmente es estudiante de Biotecnología en la Universidad de la Frontera.

## Distinciones
- 100 Mujeres Líderes de La Araucanía (2023)
- Exposición "Voces del Pacífico: Mujeres que Transforman" (2024)